# Stazione di Rio Piatto
La stazione di Rio Piatto, localmente nota anche come stazione di Riu Piatu, è una fermata della ferrovia Sassari-Tempio-Palau situata in territorio di Sant'Antonio di Gallura. Chiusa al servizio di trasporto pubblico in seguito alla cessazione del servizio viaggiatori lungo la linea, dal 1997 viene utilizzata esclusivamente nell'ambito turistico-naturalistico del Trenino Verde.

## Storia

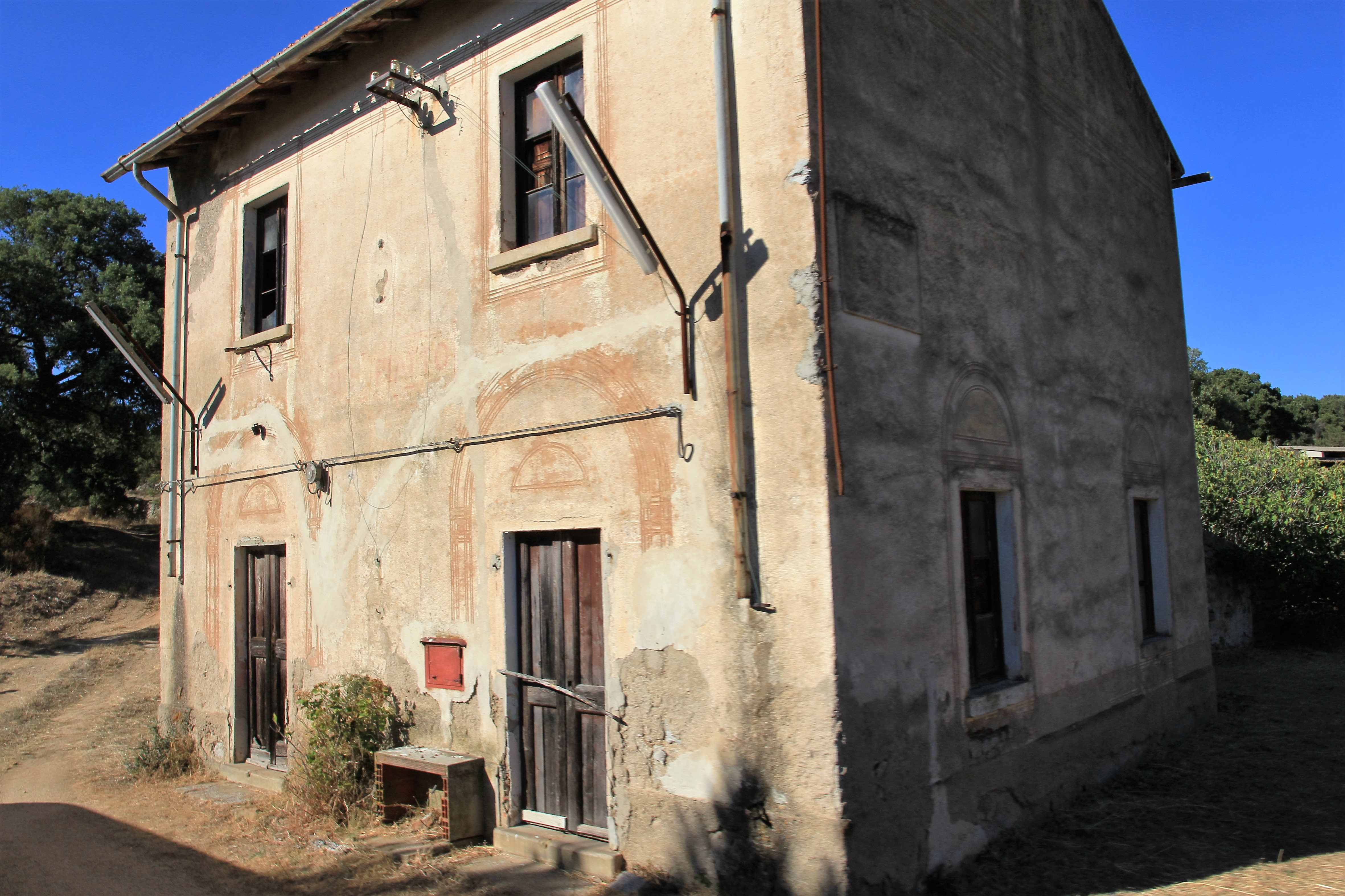
La fermata è attiva per il solo traffico turistico dal 1997

La nascita della stazione di Rio Piatto è inquadrata nel contesto della realizzazione, tra gli anni venti e trenta del XX secolo, di una tratta ferroviaria concepita con l'intento di superare l'isolamento a cui diversi centri della Gallura e dell'Anglona erano costretti in quanto privi di adeguati collegamenti sia con il capoluogo sassarese che con i principali scali marittimi del nord-Sardegna.
Venne dunque realizzata la Sassari-Tempio-Palau, linea ferroviaria a scartamento ridotto da 950 mm progettata ed eseguita a cura della società Ferrovie Settentrionali Sarde ed attiva nella sua intera lunghezza dal 18 gennaio 1932. L'impianto, che risultava in uso come fermata a richiesta alla fine di quel decennio sotto l'amministrazione delle Strade Ferrate Sarde, passò nel 1989 alla gestione governativa delle Ferrovie della Sardegna.
Durante questa gestione la fermata perse importanza per via della riorganizzazione del sistema dei trasporti pubblici in Sardegna che portò oltretutto alla chiusura al traffico ordinario della tratta Nulvi-Palau e conseguentemente alla soppressione del servizio viaggiatori nello scalo dal 16 giugno 1997 con l'eccezione delle attività turistiche del Trenino Verde. Dal 2010 l'impianto è gestito dall'ARST, subentrato come gestore unico della linea alle FdS.

## Strutture e impianti

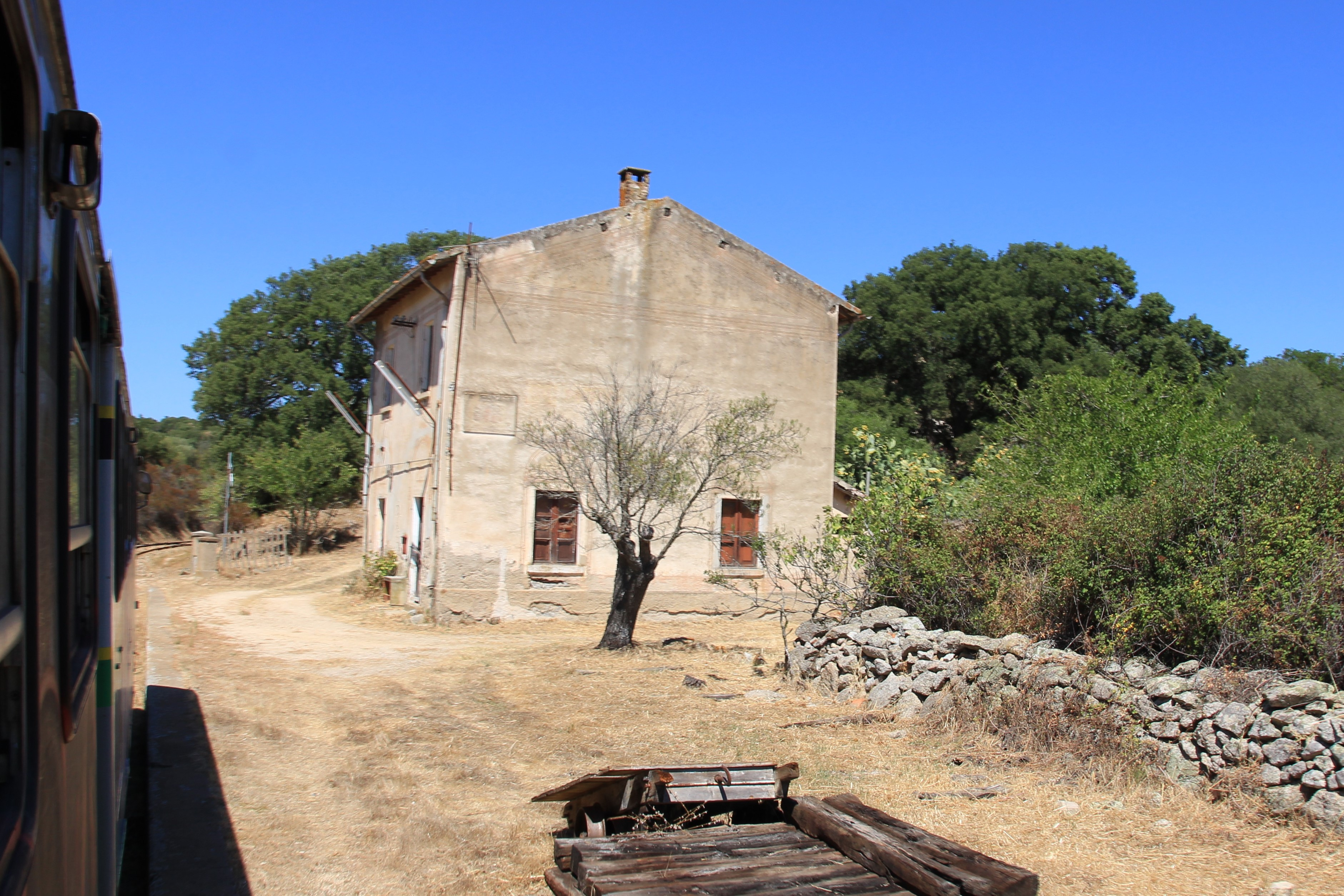
Vista del fabbricato viaggiatori, l'unico edificio presente nello scalo

La fermata è ubicata in aperta campagna e prende il nome - italianizzato in maniera errata - dal rio di Priatu, corso d'acqua che scorre nelle immediate vicinanze e che poco più avanti si getta nel lago Liscia. Vi si accede tramite una breve stradina inasfaltata che si distacca dalla strada statale 427 della Gallura Centrale. Posto ad un'altezza di 204 metri sul livello del mare lo scalo dista circa 115 km da Sassari e 35,1 da Palau Marina, ed è dotato di un solo binario, a scartamento ridotto, affiancato da un fabbricato viaggiatori, edificio a due piani dotato di altrettanti ingressi e in stato di abbandono.

## Movimento
Sino al giugno 1997, quando il tratto tra Nulvi e Palau della ferrovia venne chiuso al trasporto pubblico, lo scalo era servito dai treni regionali delle diverse concessionarie delle linee a scartamento ridotto del nord Sardegna, ultima delle quali la Ferrovie della Sardegna. Dopo di allora la fermata di Rio Piatto è stata interessata esclusivamente dal traffico turistico dei convogli del Trenino Verde, sia quelli pianificati dall'azienda per il periodo estivo e aventi ordinariamente una frequenza di due corse alla settimana, che quelli viaggianti a richiesta delle agenzie turistiche.

## Servizi

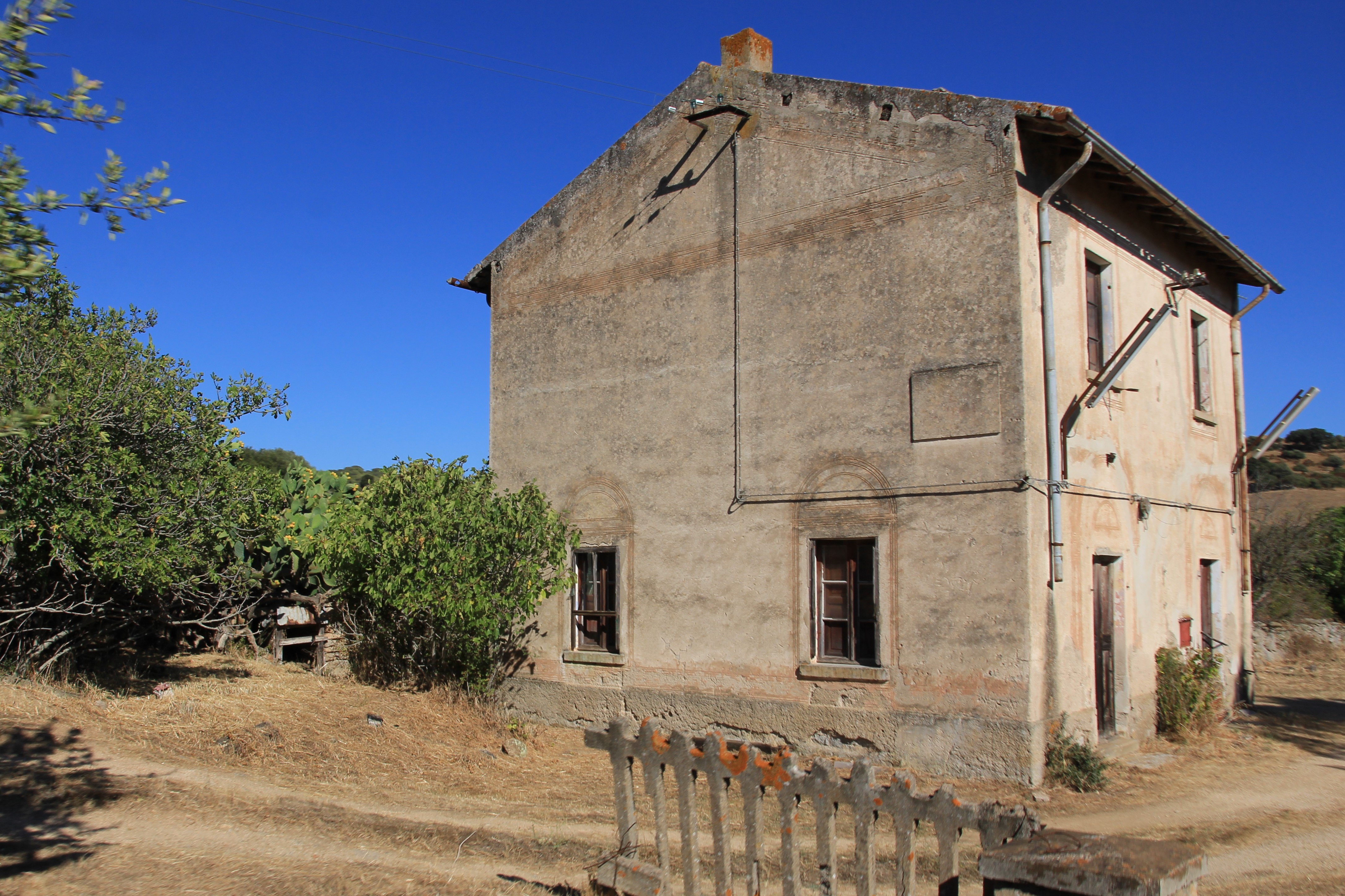
All'interno del fabbricato viaggiatori è presente una sala d'attesa

La stazione è dotata esclusivamente di una sala d'attesa, normalmente non disponibile per l'utenza.
- Sala d'attesa

## Interscambi
Poco distante della stradina d'accesso alla stazione è presente una fermata dei bus delle autolinee extraurbane dell'ARST.
- Fermata autobus